# Łojewo (Rosja)
Łojewo (ros. Лоево) – wieś (ros. деревня, trb. dieriewnia) w zachodniej Rosji, w osiedlu wiejskim Chochłowskoje rejonu smoleńskiego w obwodzie smoleńskim.

## Geografia
Miejscowość położona jest nad rzeką Ufinja, 2,5 km od drogi federalnej R135 (Smoleńsk – Krasnyj – Gusino), 11 km od drogi federalnej R120 (Orzeł – Briańsk – Smoleńsk – Witebsk), 21 km od drogi magistralnej M1 «Białoruś», 4,5 km od centrum administracyjnego osiedla wiejskiego (Chochłowo), 21 km od Smoleńska, 13 km od najbliższego przystanku kolejowego (Katyń).

## Demografia
W 2010 r. miejscowość zamieszkiwało 12 osób.